# Çakallıhasanağa, Türkoğlu
Çakallıhasanağa là một xã thuộc huyện Türkoğlu, tỉnh Kahramanmaraş, Thổ Nhĩ Kỳ. Dân số thời điểm năm 2010 là 1.079 người.